# Åvaån
Åvaån är det vattendrag i Tyresö kommun som binder samman sjöarna i Åvaåns sjösystem. Ån är 7,4 km lång (till Långsjöns norra ände) och har en total fallhöjd på 44 meter.

## Allmänt
Ån rinner huvudsakligen genom hällmarksskogen i Tyresta nationalpark, men de sista två kilometrarna från Åva gård och ut till Åvaviken rinner den genom odlingslandskap. Åvaåns vattenkraft drev en vattenkvarn, Åva kvarn, som anlades i slutet av 1700-talet och var i bruk fram till 1910. Som kvarndamm fungerade de uppdämda sjöarna Lanan och Nedre dammen. Efter kvarnen återstår idag bara grunden men dammen är kvar.
Åvaån är en viktig lekplats för bäcköring. Åvaåns rödingar är en ursprunglig stam som har studerats sedan 1920-talet. Sedan 1970-talet finns det en fiskfälla i Åvaån där lekande öring fångas för inventering och odling av rommen. Efter två år planteras sedan smolten ut både i Åvaån och andra vattendrag i Stockholms län. Åtgärder för att förbättra öringens lekmöjligheter genomförs löpande.

## Bilder

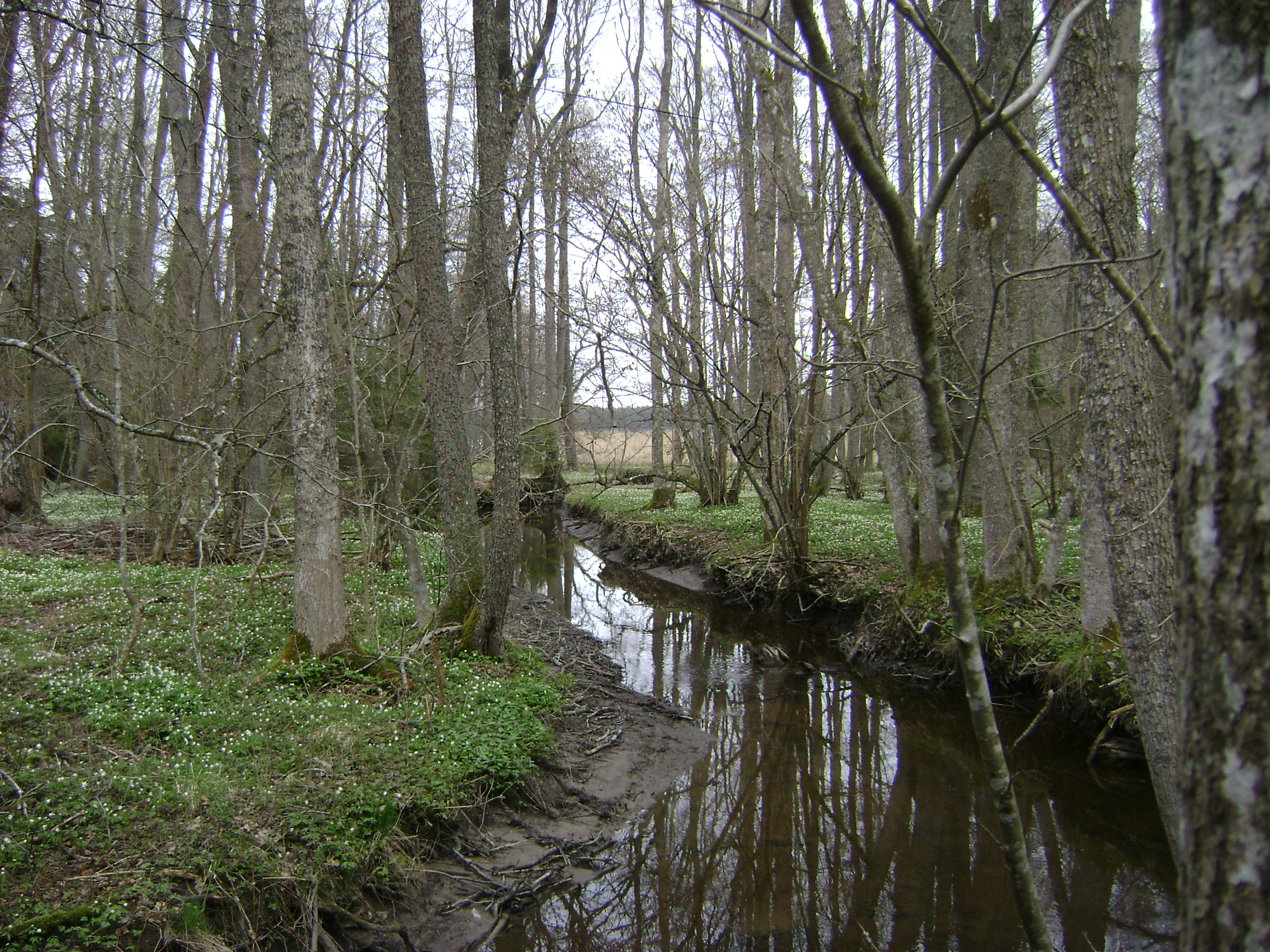
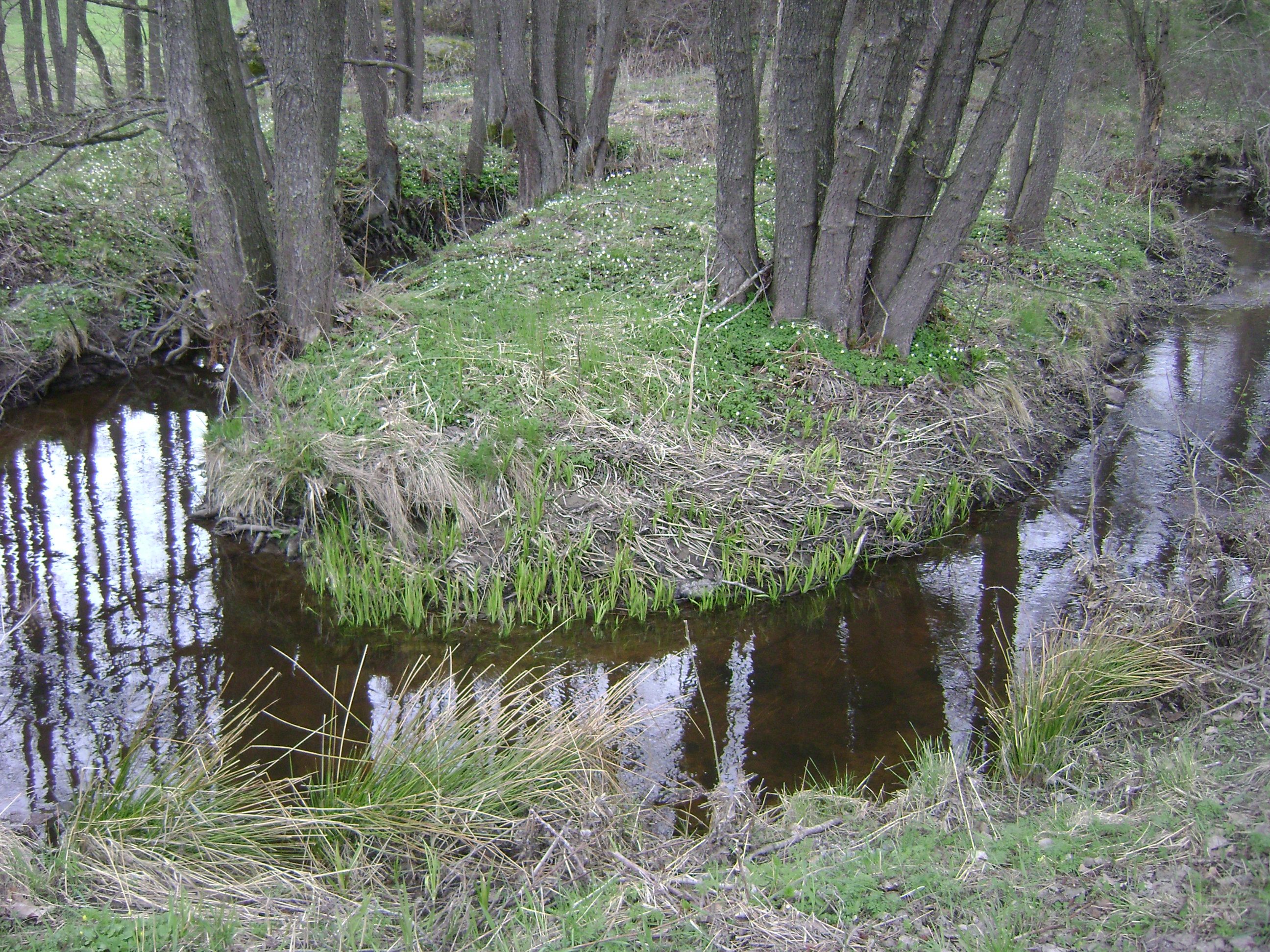
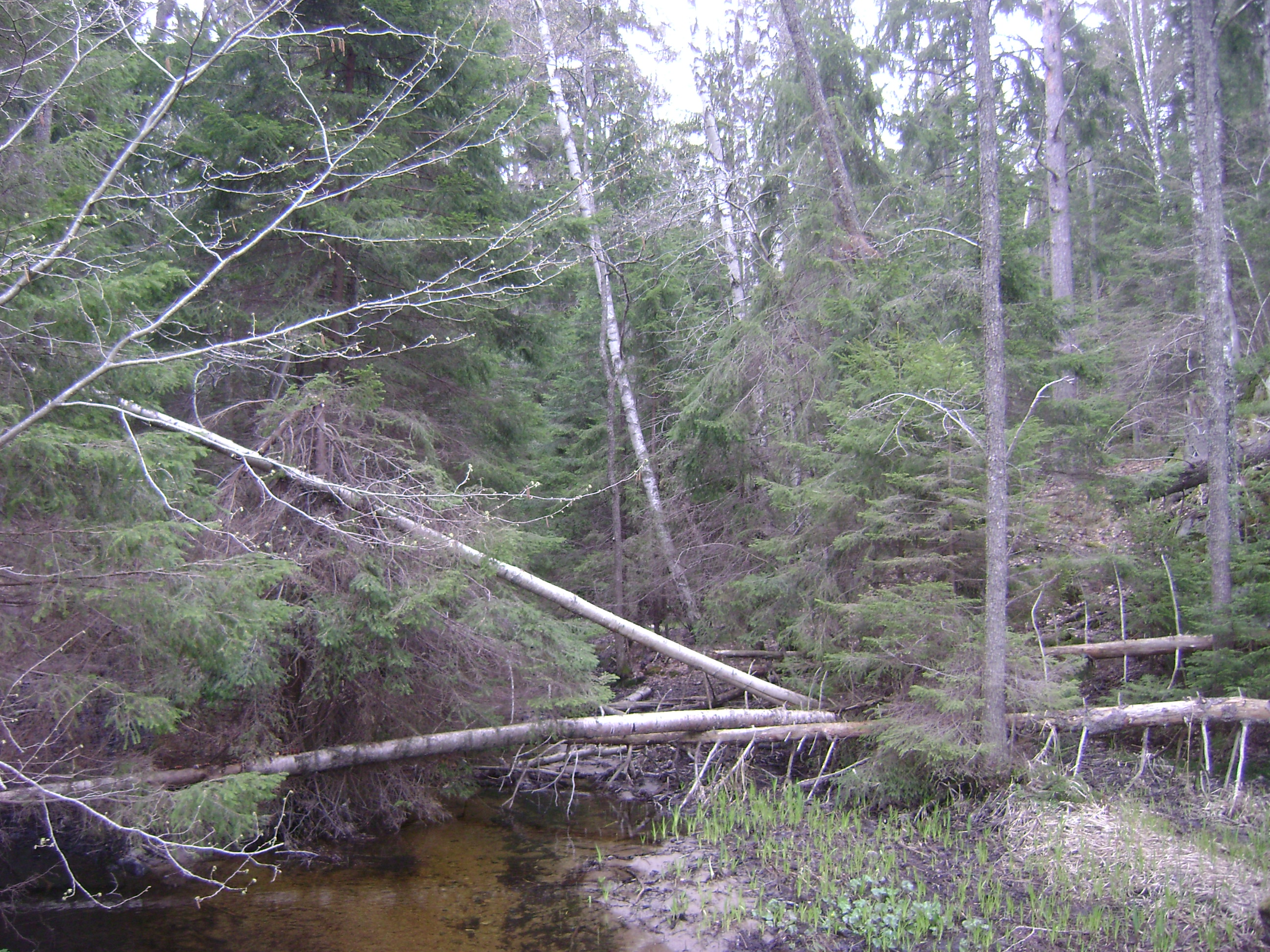
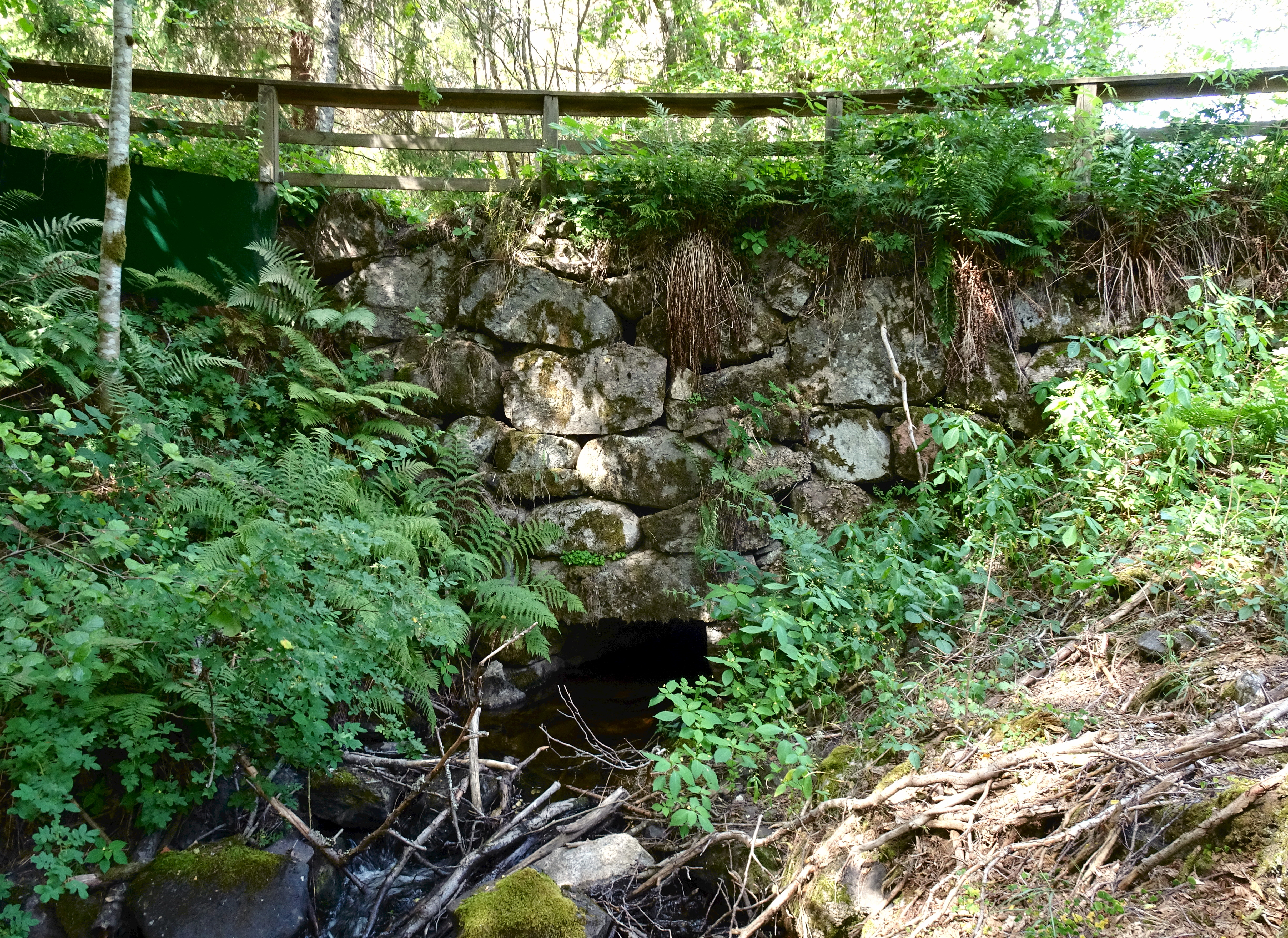
Åvaåns stenbro vid Åva kvarn
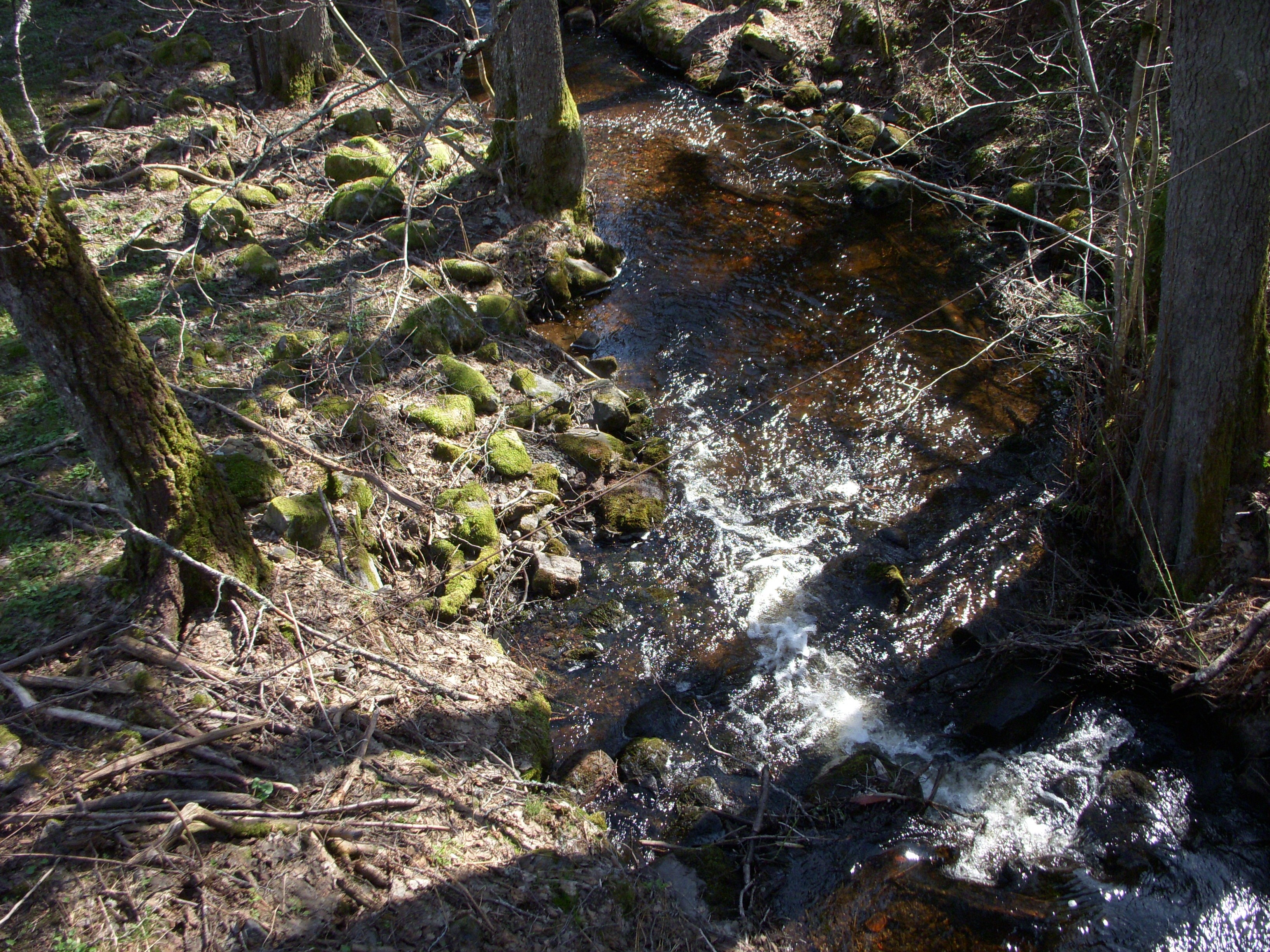
Åvaån vid stenbron
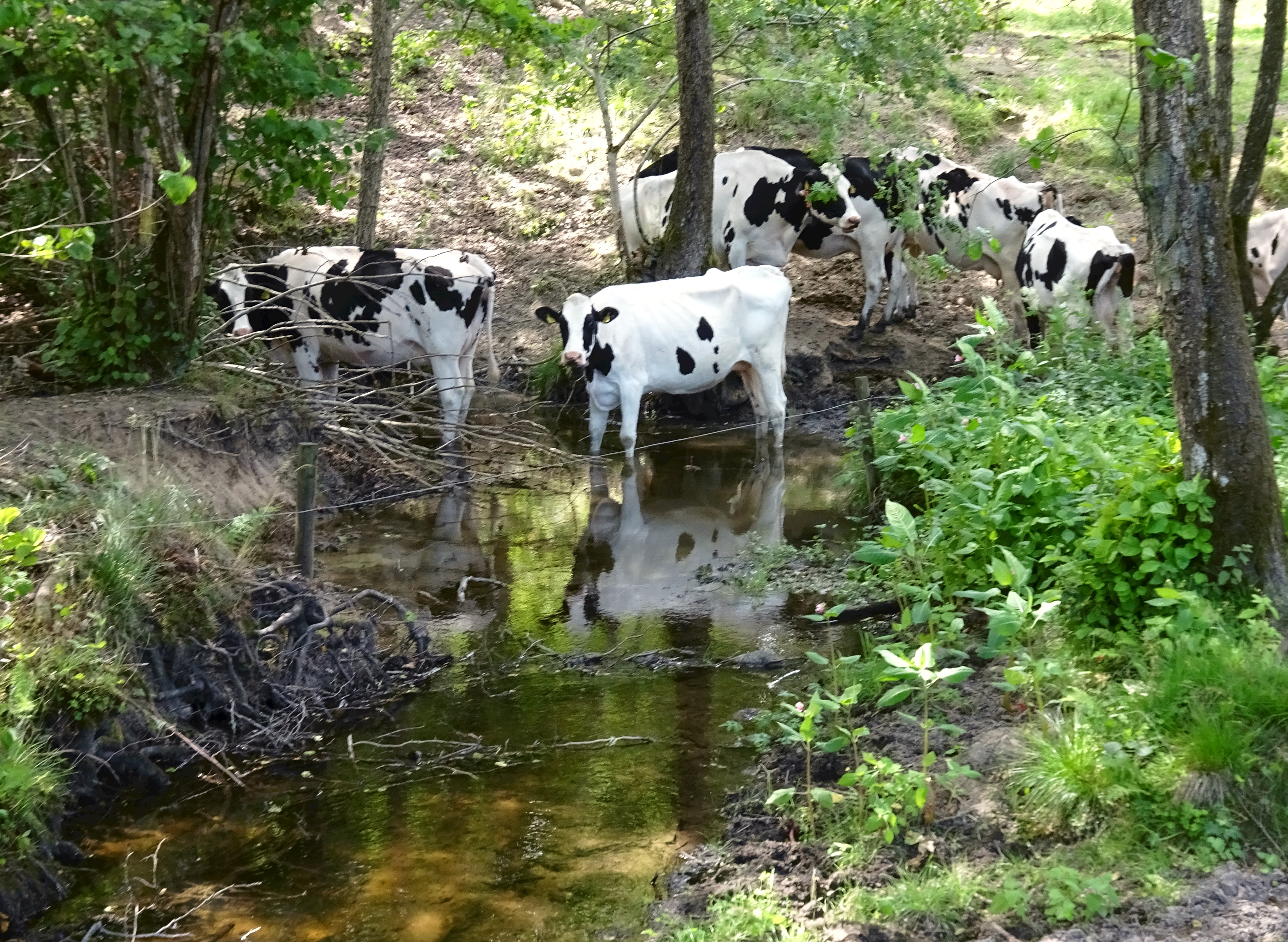
Åva gårds kor dricker ur Åvaån